# Cocoșești (Fehér megye)
Cocoșești, falu Romániában, Fehér megyében.

## Fekvése
Târsa közelében fekvő település.

## Története
Cocoşeşti korábban Târsa része volt. 1956 körül vált külön településsé 98 lakossal.
1966-ban 69, 1977-ben 45, 1992-ben29, 2002-ben 11 román lakosa volt.